# Timàgores de Cízic
Timàgores de Cízic (en llatí Timagoras, en grec antic Τιμαγόρας), fou un polític nascut a Cízic, fill d'Atenàgores que va viure al segle v aC.
Quan va ser enviat a l'exili pels seus opositors polítics del partit demòcrata, es va refugiar a la cort de Farnabazos II a la seva satrapia de la Frígia Hel·lespòntica.
Farnabazos el sàtrapa el va enviar a Esparta el 412 aC per demanar als lacedemonis que enviessin una flota a l'Hel·lespont per ajudar a les ciutats de la zona revoltar-se contra Atenes. Esparta va preferir enviar la flota a Quios i Timàgores i el seu company d'ambaixada Cal·lígitos de Mègara, amb els diners del sàtrapa, van preparar una flota separada més reduïda que va poder sortir del Peloponès a finals d'aquell mateix any.